# 2A3 Kondensator 2P
Pháo tự hành 2A3 Kondensator 2P (tiếng Nga: 2А3 «Конденсатор» - "Condenser" hay "Capacitor") là một loại pháo tự hành cỡ nòng 406 mm của Liên Xô. Định danh GRAU của nó là 2A3.

## Phát triển
Pháo tự hành 2A3 được phát triển trong thời kỳ Chiến tranh Lạnh, nó là câu trả lời của Liên Xô cho học thuyết xây dựng các sư đoàn vũ khí hạt nhân chiến thuật của Mỹ trong đó nhấn mạnh đến việc sử dụng vũ khí hạt nhân chiến thuật, bao gồm cả pháo binh hạt nhân. Pháo hạt nhân M65 của Mỹ được giới thiệu vào năm 1952 và đưa vào triển khai tại Đức vào năm 1953. Liên Xô do đó đã bắt đầu chương trình phát triển pháo bắn đạn hạt nhân có mật danh Objekt 271, cỡ nòng 406 mm.
Viện thiết kế pháo binh Grabin đã hoàn thiện thiết kế pháo vào năm 1955. Khung gầm của 'Object 271' được phát triển bởi Viện thiết kế Kotlin, Leningrad. Hệ thống hoàn chỉnh với định danh 2A3 và được hoàn thiện vào năm 1956 tại nhà máy Kirov, Leningrad. Tổng cộng chỉ có bốn khẩu pháo được chế tạo.
Các nước phương Tây lần đầu tiên chứng kiến hệ thống pháo tự hành này trong lễ duyệt binh trên quảng trường đỏ năm 1957. Ban đầu, các nhà quan sát cho rằng hệ thống vũ khí chỉ là mô hình nhằm mang tính răn đe.
Kondensator có thời gian phục vụ tương đối ngắn ngủi. Sau khi được thử nghiệm, nó được đưa vào lực lượng dự bị của Bộ chỉ huy pháo binh tối cao. Nó tiếp tục ở trong trang bị của quân đội Liên Xô cho tới khi quân đội được Nikita Khrushchev cải tổ, theo đó ưu tiên các hệ thống tên lửa hơn các hệ thống pháo và xe tăng hạng nặng như dưới thời Stalin cầm quyền.
Tất cả bốn khẩu pháo Kondensator được rút khỏi trang bị từ giữa những năm 1960s. Một khẩu pháo được trưng bày tại Central Armed Forces Museum, Moscow.